# Кёстлер, Артур
А́ртур Кёстлер (венг. Kösztler Artúr, нем. Arthur Koestler, 1905—1983) — британский писатель и журналист, уроженец Венгрии, еврейского происхождения. Наиболее известен по роману «Слепящая тьма» (1940) об эпохе «большого террора» в СССР второй половины 1930-х годов. Писал статьи для Британской энциклопедии. В 1967 и 1971 годах был номинирован на Нобелевскую премию по литературе.

## Биография
Кёстлер родился в Будапеште 5 сентября 1905 года. В 1920 году его семья переехала в Вену, где он поступил в политехнический университет и вступил в молодежную сионистскую организацию. В 1925 году, перед окончанием университета, Кёстлер неожиданно решил уехать в Палестину и сжег свою зачетную книжку. Прибыл в Палестину в 1926 году и по 1929 год работал в кибуце, был корреспондентом немецкого издательского концерна Ульштайна. В 1929—1930 годах работал в Париже.
В 1931 году он переехал в Берлин, где стал научным редактором газеты Vossische Zeitung. В том же году он совершил на немецком дирижабле Граф Цеппелин» полёт к Северному полюсу. Он также увлекся коммунистической идеологией и в декабре 1931 года вступил в КПГ.
В середине 1930-годов писатель предпринял большое путешествие по Центральной Азии и год прожил в Советском Союзе.
В сентябре 1933 года, после прихода нацистов к власти в Германии, он вернулся в Париж, где писал пропагандистские статьи под руководством Вилли Мюнценберга.
Во время Гражданской войны в Испании он дважды посетил эту страну. В феврале 1937 года, во время второго посещения, он был арестован франкистами и приговорен к смертной казни по обвинению в шпионаже. Ожидая казнь, он выцарапывал на стене камеры математические формулы . Он провёл пять месяцев в камере смертников. Но затем был обменян на жену франкистского летчика-аса Карлоса де Айи Гонсалеса (Carlos de Haya González), которую коммунисты держали в заложниках. Во многом время, проведённое в ожидании казни вместе с другими приговорёнными (многие из которых, в отличие от него, действительно были казнены), определило борьбу писателя за отмену смертной казни в Англии. Свои взгляды он изложил в книге «Размышления о виселице».

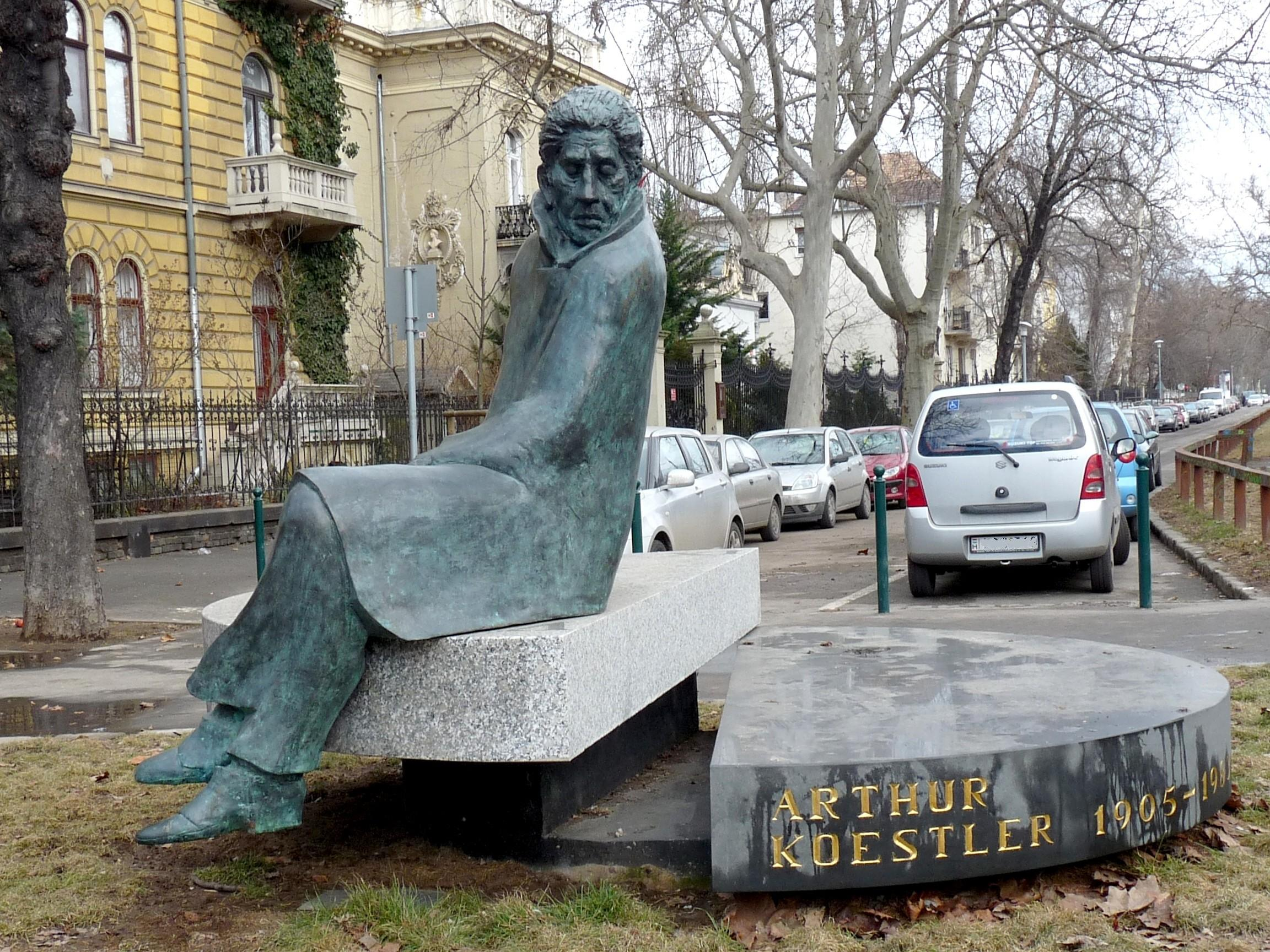
Памятник Кёстлеру в Будапеште

В 1938 году в связи с «Большим террором» в СССР Кёстлер вышел из компартии. После начала Второй мировой войны он был интернирован французскими властями, но в начале 1940 года был освобождён.
Вступил в Иностранный легион, эвакуировался с ним в Северную Африку, дезертировал, добрался до Лиссабона, а оттуда вылетел на самолёте в Великобританию, где провел шесть недель в тюрьме за незаконный въезд в страну.
После освобождения он поступил добровольцем в британскую армию. Его направили в саперную часть. Раз в неделю он приезжал в Лондон для участия в пропагандистских радиопередачах на немецком языке, писал листовки для немецких солдат, выступал с лекциями о природе тоталитаризма. Он также дежурил по ночам во время воздушных тревог и водил санитарную машину.
В 1940 году он опубликовал в Великобритании роман «Слепящая тьма» (Darkness at Noon), рассказывающий о том, как жернова революции перемалывают и уничтожают своих создателей.
В 1942 году Кёстлер поступил в распоряжение Министерства информации, для которого писал памфлеты и сценарии документальных фильмов, выступал на Би-би-си.
Кёстлер — автор так называемой «хазарской теории», или «хазарского мифа». В 1976 году он опубликовал книгу англ. The Thirteenth Tribe, в которой изложил концепцию о происхождении европейских евреев ашкеназов от тюркского народа хазар, живших в дельте Волги. Эта гипотеза противоречит научным данным о происхождении ашкеназов от переселившихся из Палестины и Вавилонии евреев и подвергается критике со стороны научного сообщества.
В конце жизни Кёстлер занимался изучением процесса научного мышления. Он также стал инициатором и идеологом движения «Экзит», поддерживающее право человека принять решение и уйти из жизни (эвтаназию). Кёстлер, долгое время страдавший от болезни Паркинсона и лейкоза, покончил с собой 2 марта 1983 года в Лондоне, приняв смертельную дозу снотворного (смерть наступила на следующий день).

### Романы
- Гладиаторы / The Gladiators (1939)
- Слепящая тьма / Sonnenfinsternis / Darkness at Noon (1940, рус. перевод А. А. Кистяковского, 1976, опубл. в США в 1978, в СССР в 1988)
- Приезд и отъезд / Arrival and Departure (1943, рус. перевод 2003)
- Воры в ночи / Thieves in the Night (1946)
- Призрак грядущего (Век вожделения) / The Age of Longing, (1951, рус. перевод А. Ю. Кабалкина, 2000)
- Девушки по вызову / The Call-girls (1972, рус. перевод 2003)

### Документальная проза
- Белые ночи и красные дни / Von Weissen Nächten und Roten Tagen (1933)
- Испанское свидетельство / Ein Spanisches Testament (1937)
- Диалог со смертью / Dialogue with Death (1941) (анлояз. ред. «Испанского свидетельства»)
- Автобиография. Том первый. Небесная стрела / Arrow In The Blue: The First Volume Of An Autobiography, 1905-31 (1952, рус. перевод 2002)
- Автобиография. Том второй. Незримые письмена / The Invisible Writing: The Second Volume Of An Autobiography, 1932-40 (1954, рус. перевод 2002)
- Размышления о виселице / Reflections on Hanging (1956)
- Тринадцатое колено. Крушение империи хазар и её наследие / The Thirteenth Tribe: The Khazar Empire and Its Heritage (1976)

### Издания на русском языке
- Кестлер А. Беспримерные жертвы. Зверства фашизма в Испании. М., 1937
- Кёстлер А. Слепящая тьма. Л., Лениздат, 1989
- Кёстлер А. Слепящая тьма. М.: ДЭМ, 1989
- Кестлер А. Тринадцатое колено. Крушение империи хазар и её наследие. СПб.: Евразия, 2001. 320 с. Серия: «Barbaricum» (переизд.: М.: АСТ, 2010).
- Кёстлер А., Камю А. Размышления о смертной казни. М.: Праксис, 2003
- Кёстлер А. Дух в машине // Вопросы философии. 1993. № 10
- Кёстлер А. Девушки по вызову. М.: Махаон, 2003
- Кёстлер А. Девушки по вызову. М.: Астрель, 2010
- Кёстлер А. Гладиаторы. АСТ М.: Фолио Харьков, 2003

## Комментарии
1. ↑  Еврейкой была мать Кестлера Adele Koestler (урожденная Jeiteles)
2. ↑  

В книге «Стрела в небе» он описывает, как проводил время в тюрьме, выцарапывая на стене математические формулы. Работая над классическим доказательством Евклида, что «самого крупного простого числа» не существует, Кестлер внезапно впал в мистическую экзальтацию. Приведённый в восторг мыслью, что Евклид установил безграничную истину, пользуясь ограниченными средствами, он вспомнил об угрозе расстрела. Подобная тревога показалась не относящейся к делу. «Ну и что? — спросил себя Кестлер. — Это все? Ни о чем более серьезном ты беспокоиться не можешь?— Гордон C. Энциклопедия паранормальных явлений. — C. 209.